# Багадаїс сірочубий
Багадаїс сірочубий (Prionops poliolophus) — вид горобцеподібних птахів родини вангових (Vangidae).

## Поширення
Вид поширений на південному заході Кенії та прилеглих районах північної Танзанії. Природними середовищами існування є суха савана та субтропічний або тропічний сухий чагарник.

## Опис
Птах завдовжки 23–26 см, вагою 49 г. Крила, спина та хвіст чорні. Криючі крил з білою окантовкою. Шия, груди, живіт і подхвістя білі. Голова світло-сірого кольору з двома червонувато-сірими вусами. На голові є чубчик. Дзьоб чорний, ноги рожево-тілесного кольору, а очі світло-жовті з чорним навколоочним кільцем.

## Спосіб життя
Птахи живуть групами по десять і більше особин. Полює на комах, інших безхребетних та їхніх личинок. Вид здатний розмножуватися протягом року, з піками вилуплення в період з квітня по травень. Моногамні птахи, але у догляді за пташенятами допомагає вся зграя. У кладці 3-4 яйця. Інкубація триває 16-18 днів.